# Ilha Herbert
A Ilha Herbert (Chiĝulax̂ em língua aleúte) é uma ilha das Ilhas Aleutas. Fica a 5 km da Ilha Chuginadak. A Ilha Yunaska está a 25 km a sudeste da Ilha Herbert.
Nesta ilha existe um vulcão de 1280 m de altitude, o Vulcão Herbert.

## Ligações externas

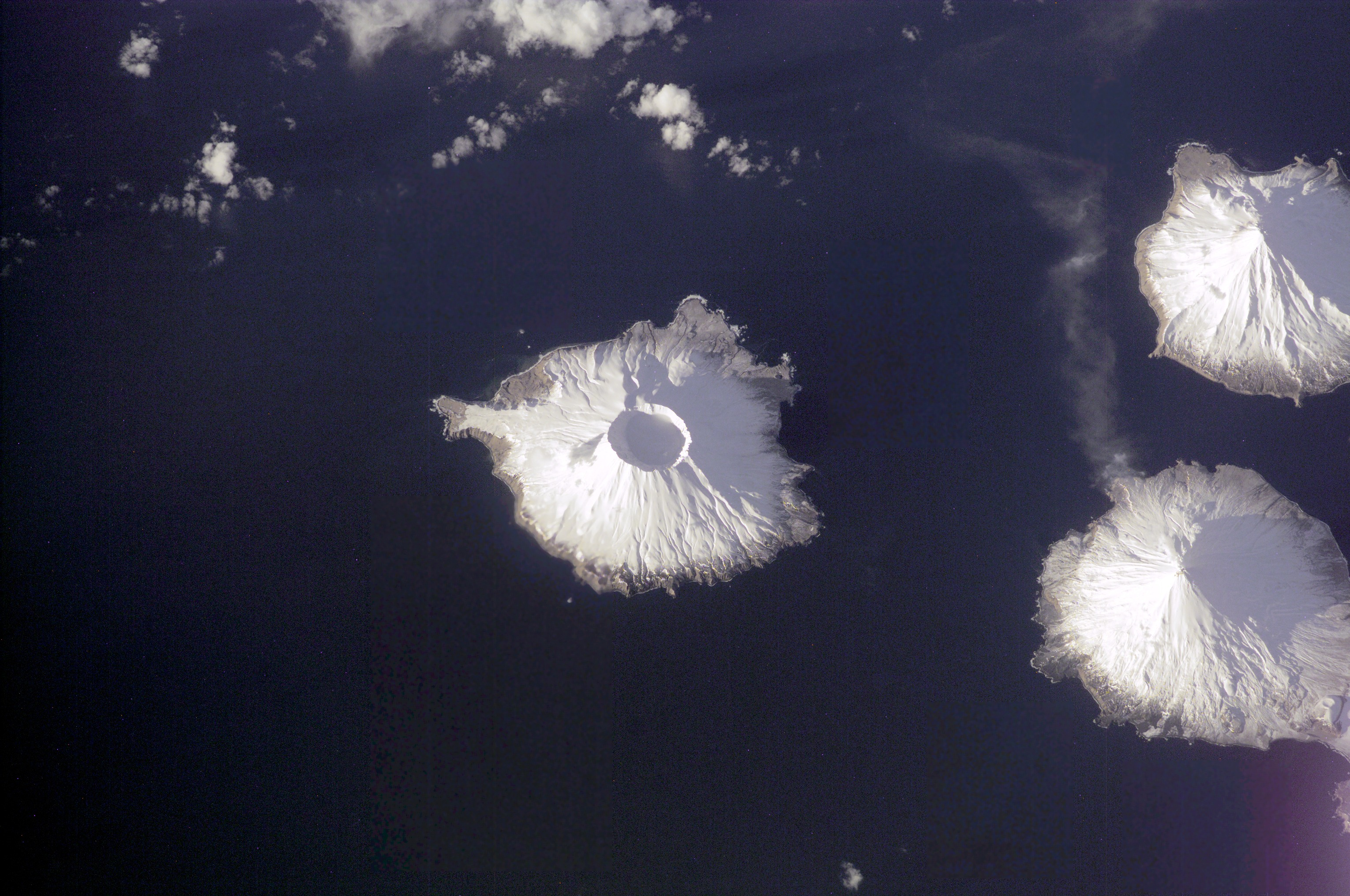
A ilha Herbert vista do espaço